# Общество М. А. Кастрена
Общество М. А. Кастре́на — финская общественная организация, созданная с целью координации и исполнения программ поддержки развития культуры финно-угорских народов совместно с финскими и зарубежными негосударственными организациями и государственными органами.
Общество основано в Хельсинки 22 января 1990 года. Своё название общество получило по имени основоположника научных исследований финно-угорских и самодийских языков, финского и саамского фольклора Матиаса А. Кастрена.
Членами организации являются финские и зарубежные частные лица, а также общественные организации, заинтересованные в развитии международных культурных отношений между финно-угорскими народами.
Общество оказывает финансовую поддержку в издании учебной и художественной литературы на уральских языках, содействует подписке на газеты и журналы на этих языках для школ, библиотек и детских садов. Присуждает премии в области переводов, литературы и журналистики финно-угорских авторов.